# ブルガリア共和国軍
ブルガリア共和国軍（ブルガリア語:Въоръжени сили на Република България）とは、陸・海・空の三軍から成るブルガリア軍（Българска армия）と、国防省、軍事情報庁、保安・憲兵・軍事防諜庁、軍事教育施設等の総称。
平時の指揮系統は、最高司令官（大統領）－国防相－参謀総長－各軍司令官の順であるが、戦時には、最高司令官－参謀総長－各軍司令官の順となる。

## 機構
- 国防省
  - ブルガリア軍参謀本部
    - 陸軍総本部
    - 空軍総本部
    - 海軍総本部

  - 軍事情報庁
  - 保安・憲兵・軍事防諜庁